# Prurito acquagenico
Il prurito acquagenico è un disturbo, riconosciuto per la prima volta negli anni ottanta, che consiste nel manifestarsi di crisi di prurito appena la pelle viene a contatto con l'acqua. Probabilmente è dovuto a un rilascio eccessivo di acetilcolina in seguito a tale evento. Sintomi identici sono frequenti e molto indicativi nella policitemia vera

## Caratteristiche
La sensazione di prurito associata a tale disturbo assomiglia ad una continua puntura di spilli ed interessa frequentemente gambe e braccia, specialmente i polpacci, ma può colpire tutto il corpo. 
Le crisi hanno una durata di qualche decina di minuti e, tipicamente, iniziano ad attenuarsi appena la pelle non è più esposta all'aria.

## Diagnosi differenziale rispetto al prurito da cause allergiche
Poiché spesso il disturbo si manifesta dopo una doccia o un bagno con prodotti detergenti, erroneamente si è portati a confondere le crisi di prurito acquagenico con episodi di allergia a questi prodotti. Tuttavia, ci sono alcune caratteristiche particolari che permettono di distinguere il prurito acquagenico:
- il prurito non dipende dalle particolari sostanze disciolte nell'acqua, per cui l'utilizzo di prodotti detergenti delicatissimi, per esempio bagnoschiuma per neonati, non impedisce l'insorgenza del disturbo che continua a manifestarsi ugualmente, perfino utilizzando solo acqua distillata;
- nei casi più importanti, le crisi possono essere innescate anche soltanto dal proprio sudore, specialmente durante i mesi più caldi;
- molti pazienti lamentano una certa stagionalità del disturbo, osservando una maggiore incidenza nei periodi in cui l'abbronzatura sta andando via.

Dunque, di per sé, il prurito acquagenico non è una manifestazione di tipo allergico, anche se si osserva che la sua insorgenza può essere ulteriormente favorita dalla concomitante presenza di particolari fattori come, per esempio, il contatto della pelle con fibre sintetiche.
Il consumo di ortaggi della famiglia delle solanacee possono favorire l'insorgenza di questo disturbo per il contenuto di nicotina che aumenta l'attività dei neuro-recettori dell'acetilcolina.

## Diagnosi differenziale rispetto all'orticaria acquagenica
Anche l'orticaria fisica di natura acquagenica, o semplicemente orticaria acquagenica, è causata dal contatto della pelle con l'acqua ed è accompagnata da prurito. Per escluderla o confermarla, occorre valutare se sono presenti le tipiche manifestazioni cutanee dell'orticaria (ovviamente non presenti in caso di semplice prurito acquagenico) ma, per una risposta definitiva, occorre effettuare un T.O.F. (test orticaria fisica) in un ambulatorio dermatologico.

## Possibili rimedi
Si osserva che alcune soluzioni saline, per esempio soluzioni di bicarbonato di sodio, possono ridurre l'intensità delle crisi di prurito acquagenico (infatti le crisi risultano meno frequenti a contatto con l'acqua di mare). 
A partire dal 2018, all'interno di gruppi Facebook di auto aiuto in lingua italiana e inglese, si è scoperto e si sta sperimentando con risultati molto incoraggianti l'utilizzo di β-alanina per trattare i sintomi. L'assunzione di β-alanina, in dosaggi più bassi di quelli normalmente consigliati per l'integrazione in ambito sportivo, sembra in grado di ridurre o far scomparire totalmente il prurito. Mediamente il dosaggio è di 1-1,5 g, assunti al bisogno oppure in maniera preventiva rispetto al contatto con l'acqua. 
Per alleviare il prurito sono indicate anche l'esposizione a raggi UVB e l'applicazione di creme a base di sostanze in grado di disattivare le terminazioni nervose responsabili del disturbo, per esempio la capsicina contenuta nel peperoncino, utilizzate anche nel trattamento delle nevralgie talvolta ancora presenti dopo la guarigione dall'herpes zoster.
Effetti positivi si possono avere anche con l'applicazione di creme idratanti, per ridurre la secchezza della pelle, oppure di glicerolato d'amido, a patto che tali trattamenti non siano praticati in fase acuta, nel qual caso potrebbero anche provocare un'intensificazione della crisi, ma siano praticati a scopo preventivo, cioè in orari della giornata lontani dagli orari in cui avviene il contatto con l'acqua.
Infine, si può tentare un cambiamento della temperatura dell'acqua, poiché per alcuni pazienti il disturbo si manifesta solo con acqua a determinate temperature.
Alcuni segnalano una riduzione o addirittura scomparsa del prurito, se la parte finale della doccia viene effettuata con acqua fredda e se poi ci si asciuga con un phon o tamponando con un telo (evitando di sfregare la pelle).
Da registrare gli sviluppi nella terapia del prurito acquagenico successivi al 2010. Attualmente sono disponibili trattamenti potenzialmente più efficaci di quelli indicati sopra. La ricerca e la pratica medica hanno individuato per esempio l'efficacia su alcuni pazienti del trattamento con propranololo, un betabloccante usato principalmente nel trattamento dell'ipertensione e di alcune forme di angina. Si veda l'articolo del 2011 Treatment with propranolol of 6 patients with idiopathic aquagenic pruritus pubblicato nel 2011 su The Journal of Allergy and Clinical Immunology.